# Parametri orbitali di Marte
Marte orbita attorno al Sole in un'orbita ellittica con un semiasse maggiore di 227,94 milioni di chilometri, percorrendo una rivoluzione completa in 1,88 anni giuliani, 686,98 giorni. La sua orbita è inclinata di 1,85° rispetto all'eclittica ed è eccentrica di un fattore 0,093.
Marte è, dopo Venere, il pianeta mediamente più vicino alla Terra; naturalmente l'orbita marziana è esterna rispetto a quella terrestre, che misura dal sole mediamente circa 150 milioni di chilometri.

## Confronto fra Marte e Terra
La massa di Marte è pari a 0,107 volte quella terrestre, ed il suo volume è pari a 0,150 volte quello della Terra. Il diametro equatoriale del pianeta vale 6787 km (con uno schiacciamento polare dell'1% circa) e la sua densità media è 3,95 volte quella dell'acqua. 
L'asse di rotazione marziano è inclinato di 25° 11' e il suo periodo di rotazione attorno al proprio asse è di 24 h 37 min 25 s: entrambi i valori sono simili ai corrispondenti parametri terrestri.

## Ravvicinamento con la Terra
Marte è il secondo pianeta che passa più vicino alla Terra dopo Venere (astronomia), con una distanza minima di 56 milioni di chilometri. La distanza minima sta diminuendo nei secoli e il minimo raggiunto nel 2003, pari a 55,76 milioni di chilometri, è stata la distanza più vicina degli ultimi 60.000 anni. La distanza minima continuerà a diminuire per altri 24.000 anni.